# State Street (Boston)
Die State Street ist eine der ältesten Straßen in Boston im Bundesstaat Massachusetts der Vereinigten Staaten. Sie ist 2.600 ft (792,5 m) lang und führt von der Einmündung zur Washington Street bzw. Court Street in östlicher Richtung vorbei am Old State House und Boston Custom House bis zum Long Wharf, wo Anschluss an die Fähren der MBTA besteht. Unterirdisch parallel zur Straße verläuft die U-Bahn Blue Line, die über die Stationen Aquarium und State zugänglich ist.

## Geschichte
Bereits die ersten puritanischen Siedler errichteten ihre Häuser entlang der damaligen Market Street, die von 1708 bis 1788 den Namen King Street trug. Im Zuge des Unabhängigkeitskriegs erhielt sie ihren aktuellen, nicht-royalistischen Namen und ist heute insbesondere als Standort für Banken und Finanzunternehmen bekannt.